# Louisville International Airport
Louisville International Airport is een publieke en militaire luchthaven in Louisville, Kentucky in de Verenigde Staten. Het vliegveld is ca. 4,9 km² groot en heeft 3 startbanen. Het is het zevende vliegveld qua vracht in de wereld, vooral doordat Worldport (UPS) er gevestigd is.

## Geschiedenis
Louisville International Airport werd in 1941 als Standiford Field door het USACE in het zuiden van Louisville gebouwd. Standiford Field opende zich voor de commerciële luchtvaart op 15 november 1947. Op dat moment waren er drie luchtvaartmaatschappijen actief op het vliegveld namelijk American, TWA en Eastern. Het lokale restaurant werd gebruikt als terminal. Voor de eerste paar jaar opereerde de luchtvaartmaatschappijen vanuit barakken die afstamde uit de Tweede Wereldoorlog. De luchtvaartmaatschappijen handelde in de beginjaren meer dan 1300 passagiers af per week.
In de jaren 50 leidde groei tot een eerste vernieuwing van de luchthaven. De bouw van de eerste terminal was een feit. De zogenoemde Lee Terminal werd geopend op 25 mei 1950 met 42.400 vierkante meter aan ruimte geschikt om 150.000 passagiers per jaar te verwerken. De terminal had zijn naam te danken aan Addison Lee Jr., voorzitter van de luchthaven tussen 1929 en 1949. 
In de jaren 60 en 70 stegen de passagiersaantallen van 600.000 per jaar in 1965 tot bijna een miljoen in 1970. Door deze toename van de activiteit van passagiers was nieuwbouw en uitbreiding noodzakelijk. De centrale hal van de Lee Terminal werd uitgebreid en de komst van de luchtvaartmaatschappijen Delta en USAir zorgde voor nieuwbouw. Beide maatschappijen kregen een eigen vertrekhal. 
In de jaren 80 werd de allereerste terminal die in 1947 was gebouwd om 150.000 passagiers te verwerken vervangen door een moderne terminal die geschikt was om twee miljoen passagiers per jaar te verwerken. Deze terminal werd verbonden aan de Lee Terminal. De toekomst van Standiford Field veranderde drastisch in 1981 met de komst van United Parcel Service tegenwoordig bekend onder de naam UPS. Het bedrijf bouwde een 35 hectare groot gebouw geschikt voor het parkeren van vliegtuigen. Sindsdien is het voormalige Standiford Field een van de belangrijkste vrachthubs ter wereld.
Eind jaren 80 riep de directie van de luchthaven op tot een totale vernieuwing van de luchthaven. Alsmede door constante groeiaantallen van passagiers en de komst van UPS op de luchthaven. Het ambitieuze plan met de naam Louisville Airport Improvement Plan (LAIP) moest de luchthaven geschikt maken voor de toekomst op langer termijn. Het plan hield in dat er een nieuwe luchthaven moest komen op de al bestaande luchthaven. De nieuwe luchthaven moest er komen, terwijl de oude nog volledig in bedrijf was. 
De jaren 90 brachten nog meer groei voor Standiford Field. In 1993 begon de low-cost carrier Southwest Airlines vluchten vanaf de luchthaven. Mede door de komst van Southwest groeide de passagiersaantallen tussen 1991 en 1999 met 97,3 procent. In 1998 werd de renovatie die eind jaren 80 was begonnen afgerond. De belangrijkste uitbreidingen voor de luchthaven waren de nieuwe moderne verkeerstoren, de nieuwe parallel start -en landingsbanen en de komst van de United States Postal Service.
In 1995 heeft de luchthaven officieel zijn huidige naam gekregen.
Tussen 2000 en het heden heeft de luchthaven zijn positie als vrachthub sterk verbeterd. UPS heeft in 2005 en 2006 grote sorteercentra geopend. Deze centra creëerden meer dan 5000 banen. Deze sorteercentra zijn verder uitgebreid in 2010. De huidige sorteercapaciteit van Worldport (UPS) is 416.000 pakketten per uur.